# مایکل مالارکی
مایکل کریم مالارکی (انگلیسی: Michael Karim Malarkey زاده ۲۱ ژوئن ۱۹۸۳) یک هنرپیشه و موسیقی‌دان بریتانیایی-آمریکایی است. او بیشتر برای بازی در نقش انزو در سریال خاطرات خون‌آشام شناخته می‌شود.

## اوایل زندگی
مالارکی در بیروت، لبنان، از پدری ایرلندی-آمریکایی و مادری بریتانیایی با اصالت فلسطینی و ایتالیایی به دنیا آمد. او بزرگ‌تر از سه برادرش است و در یلو اسپرینگز، اوهایو بزرگ شده است. در سال ۲۰۰۶، مالارکی برای تحصیل در آکادمی موسیقی و هنر دراماتیک لندن به انگلستان سفر کرد.

## زندگی شخصی
مالارکی از سال ۲۰۰۹ با نادین لوینگتون، یک هنرپیشه انگلیسی ازدواج کرده است که از او دو پسر به نام‌های مارلون (۲۰۱۴) و هوگو (۲۰۱۹) دارد. آن‌ها در یک قسمت از پروژه کتاب آبی با هم بازی کردند.

## حرفه
مالارکی با حضور در تئاترهای مختلف از جمله نقش‌های اصلی در طوفان بهار اثر تنسی ویلیامز و فراتر از افق اثر یوجین اونیل در تئاتر ملی سلطنتی، اقتباسی از گتسبی بزرگ در نقش جی گتسبی و در تئاتر لندن آغاز شد. مالارکی همچنین در چندین پروژه سینمایی و تلویزیونی از جمله نقش‌های تکرارشونده در سریال Raw for Rte و مستر اسلون با نیک فراست ظاهر شد قبل از اینکه نقش لورنزو (انزو) سنت جان را در فصل ۵ سریال تلویزیونی خاطرات خون‌آشام به صورت تکراری دریافت کند. پس از به دست آوردن محبوبیت در بین عموم، نقش مالارکی به یک سریال معمولی ارتقا یافت که از فصل ۶ و تا پایان فصل ۸ شروع می‌شد. در سال ۲۰۱۷ او در نقش (دیزل) در ژان کلود ون جانسون برای آمازون ویدئو، در نقش (سم فاستر) در سوگند برای کرکل و در نقش (سینچ بارتون) در فیلم جدایی خشونت آمیز ظاهر شد. مالارکی نقش کاپیتان مایکل کویین را در پروژه کتاب آبی برای شبکه هیستوری بازی کرد. به عنوان یک نوازنده، پس از دو آلبوم چند آهنگه در سال‌های ۲۰۱۴ و ۲۰۱۵، او اولین آلبوم کامل خود را با نام قاتل‌ها در ۸ سپتامبر ۲۰۱۷ همراه با نماهنگ‌های تک‌آهنگ‌های به طرز ناراحت کننده‌ای بی‌حس شده و قاتل‌ها منتشر کرد. در ژانویه ۲۰۲۰، مالارکی، دومین آلبوم خود را با نام گریورر (نژادهای قبر) منتشر کرد.

## فیلم‌شناسی
| نقش             | نام فیلم            | سال  | یادداشت    |
| --------------- | ------------------- | ---- | ---------- |
| پیتر            | صبح بخیر ریچل       | ۲۰۰۹ | فیلم کوتاه |
| کابوی (گاوچران) | روح در ماشین        | ۲۰۱۲ | فیلم کوتاه |
| برونو           | امپریوسو (امپراطور) |      |            |

| نقش                   | نام سریال                     | سال       | یادداشت                                |
| --------------------- | ----------------------------- | --------- | -------------------------------------- |
| میلتون لانگ           | کنجکاوی                       | ۲۰۱۱      | قسمت: "چه چیزی تایتانیک را غرق کرد؟"   |
| N/A                   | مسائل تاریک: پیچیده اما واقعی | ۲۰۱۲      | ۲ قسمت                                 |
| آنتونی                | خام                           | ۲۰۱۳      | ۲۳ قسمت فصل ۱۵                         |
| پرنس ماکسون           | انتخاب                        | ۲۰۱۳      | نقش آزمایشی ناموفق CW                  |
| لورنزو (اِنزو) سیت جان | خاطرات خون‌آشام                | ۲۰۱۳–۲۰۱۷ | نقش تکراری (فصل ۵)؛ نقش اصلی (فصل ۶-۸) |
| دیزل                  | ژان کلود ون جانسون            | ۲۰۱۷      | ۱ قسمت                                 |
| خودش                  | نمایش اسلاوی                  | ۲۰۱۷      | تالک شو                                |
| سام فاستر             | سوگند                         | ۲۰۱۸      | نقش تکرار شونده                        |
| کاپیتان مایکل کوین    | پروژه کتاب آبی                | ۲۰۱۹–۲۰۲۰ | نقش اصلی                               |
| معاون هاروی           | آسمان بزرگ                    | ۲۰۲۱      | مکرر                                   |
| امت                   | وست‌ورلد                       | ۲۰۲۲      | ۳ قسمت                                 |
| کول                   | جهش کوانتومی                  | ۲۰۲۲      | ۱ قسمت                                 |

### بازی‌های ویدیویی
| نقش                                        | نام                    | سال  |
| ------------------------------------------ | ---------------------- | ---- |
| هاول / کوتوله / حامی استراحت هرالد (صداها) | عصر اژدها: تفتیش عقاید | ۲۰۱۴ |

## دیسکوگرافی
آلبوم چند آهنگی‌ها
- شعله‌های آتش (۲۰۱۴)
- گره‌ها (۲۰۱۵)
- کاپیتان بازی یک نفره (۲۰۱۸)
- ولگردها (۲۰۲۲)

‌
فردی‌ها
- شعله‌های آتش (۲۰۱۴)
- رقص در خاکستری (۲۰۱۵)
- اسکار (۲۰۱۷)
- قاتل‌ها (۲۰۱۷)
- رویای سگ (۲۰۱۷)
- من فقط تو را می‌خواهم (۲۰۱۷)
- کاپیتان بازی یک نفره (۲۰۱۸)
- مرد بودن (جلسات ماهون) (۲۰۱۸)
- گریوور (۲۰۱۹)

‌
آلبوم‌های استودیویی
- قاتل‌ها (۲۰۱۷)[۱۰]
- گریوور (۲۰۲۲)[۱۱]